# Rungis
Cet article concerne la commune du Val-de-Marne. Pour la place et la rue parisienne, voir Place de Rungis et Rue de Rungis.
Rungis ([ʁœ̃.ʒis]) est une commune française située dans le département du Val-de-Marne en région Île-de-France.
Ses habitants sont appelés les Rungissois.
Elle est notamment connue pour son marché d'intérêt national, plus grand marché de produits frais au monde.

## Géographie

### Situation

Localisation de Rungis dans le Val-de-Marne et dans l'agglomération parisienne.

La commune est située à sept kilomètres au sud de la capitale et à seulement deux kilomètres de l'aéroport de Paris-Orly, à la confluence de l'A6, de l'A86 et de la RN 7.
Rungis peut avoir l'air d'une ville nouvelle, à la suite de son développement autour de sa zone d'activité Silic.

### Communes limitrophes
Les communes limitrophes sont Chevilly-Larue, Wissous, Paray-Vieille-Poste, Thiais et Fresnes.
Située au sud-ouest du département, Rungis est limitrophe, au nord, de la commune de  Chevilly-Larue. Au nord-est, sa limite avec la commune de Thiais  est matérialisée par la route nationale 7. Au sud-est se trouve la commune essonnienne de Paray-Vieille-Poste, à proximité de la zone d’activités Orlytech, la limite communale étant en partie matérialisée par la rue des Gémeaux. Au sud se situe la commune de Wissous, également dans le département de l'Essonne, séparée par le bois de Monjean. À l’ouest, la voie des laitières matérialise la limite avec la commune de Fresnes.

### Climat
Pour des articles plus généraux, voir Climat de l'Île-de-France et Climat du Val-de-Marne.
En 2010, le climat de la commune est de type climat océanique dégradé des plaines du Centre et du Nord, selon une étude du CNRS s'appuyant sur une série de données couvrant la période 1971-2000. En 2020, Météo-France publie une typologie des climats de la France métropolitaine dans laquelle la commune est exposée à un climat océanique altéré et est dans la région climatique Sud-ouest du bassin Parisien, caractérisée par une faible pluviométrie, notamment au printemps (120 à 150 mm) et un hiver froid (3,5 °C).
Pour la période 1971-2000, la température annuelle moyenne est de 11,7 °C, avec une amplitude thermique annuelle de 15,4 °C. Le cumul annuel moyen de précipitations est de 638 mm, avec 10,5 jours de précipitations en janvier et 7,7 jours en juillet. Pour la période 1991-2020, la température moyenne annuelle observée sur la station météorologique la plus proche, située sur la commune d'Athis-Mons à 5 km à vol d'oiseau, est de 12,1 °C et le cumul annuel moyen de précipitations est de 622,2 mm,. Pour l'avenir, les paramètres climatiques de la commune estimés pour 2050 selon différents scénarios d'émission de gaz à effet de serre sont consultables sur un site dédié publié par Météo-France en novembre 2022.
| Mois                                  | jan.             | fév.           | mars          | avril           | mai             | juin          | jui.           | août           | sep.           | oct.            | nov.            | déc.             | année      |
| ------------------------------------- | ---------------- | -------------- | ------------- | --------------- | --------------- | ------------- | -------------- | -------------- | -------------- | --------------- | --------------- | ---------------- | ---------- |
| Température minimale moyenne (°C)     | 2,1              | 2              | 4,2           | 6,4             | 9,9             | 13,1          | 15             | 14,6           | 11,5           | 8,7             | 5               | 2,7              | 7,9        |
| Température moyenne (°C)              | 4,7              | 5,2            | 8,3           | 11,3            | 14,8            | 18,2          | 20,4           | 20,2           | 16,5           | 12,6            | 7,9             | 5,2              | 12,1       |
| Température maximale moyenne (°C)     | 7,2              | 8,5            | 12,5          | 16,2            | 19,8            | 23,2          | 25,8           | 25,7           | 21,5           | 16,4            | 10,9            | 7,6              | 16,3       |
| Record de froid (°C) date du record   | −16,8 17.01.1985 | −15 02.02.1956 | −9,4 01.03.05 | −4,3 16.04.1921 | −1,3 07.05.1957 | 3,1 01.06.06  | 6,7 01.07.1922 | 5,6 31.08.1923 | 1,7 20.09.1952 | −3,9 30.10.1955 | −9,6 28.11.1921 | −13,3 29.12.1964 | −16,8 1985 |
| Record de chaleur (°C) date du record | 16,5 27.01.03    | 20,8 27.02.19  | 25,3 31.03.21 | 29,4 16.04.1949 | 35 24.05.1922   | 37,1 21.06.17 | 41,9 25.07.19  | 40 12.08.03    | 35,4 09.09.23  | 31,3 04.10.1921 | 21,8 07.11.15   | 17,3 16.12.1989  | 41,9 2019  |
| Ensoleillement (h)                    | 533              | 852            | 1 529         | 2 025           | 217             | 2 243         | 2 469          | 2 209          | 1 857          | 1 166           | 624             | 639              | 18 313     |
| Précipitations (mm)                   | 46,8             | 42,6           | 44,4          | 44,5            | 63              | 56,1          | 52,9           | 57,9           | 47,4           | 52,8            | 53,4            | 60,4             | 622,2      |

## Urbanisme

### Typologie
Au 1er janvier 2024, Rungis est catégorisée grand centre urbain, selon la nouvelle grille communale de densité à sept niveaux définie par l'Insee en 2022.
Elle appartient à l'unité urbaine de Paris, une agglomération inter-départementale regroupant 407  communes, dont elle est une commune de la banlieue,,. Par ailleurs la commune fait partie de l'aire d'attraction de Paris, dont elle est une commune du pôle principal,. Cette aire regroupe 1 929 communes,.

### Habitat et logement
En 2018, le nombre total de logements dans la commune était de 2 503, alors qu'il était de 2 390 en 2013 et de 2 284 en 2008.
Parmi ces logements, 94 % étaient des résidences principales, 1,6 % des résidences secondaires et 4,4 % des logements vacants. Ces logements étaient pour 41,7 % d'entre eux des maisons individuelles et pour 57,9 % des appartements.
Le tableau ci-dessous présente la typologie des logements à Rungis en 2018 en comparaison avec celle du Val-de-Marne et de la France entière. Une caractéristique marquante du parc de logements est ainsi une proportion de résidences secondaires et logements occasionnels (1,6 %) inférieure à celle du département (1,8 %) et à celle de la France entière (9,7 %). Concernant le statut d'occupation de ces logements, 65,3 % des habitants de la commune sont propriétaires de leur logement (64,9 % en 2013), contre 45 % pour le Val-de-Marne et 57,5 % pour la France entière.
| Typologie                                               | Rungis | Val-de-Marne | France entière |
| ------------------------------------------------------- | ------ | ------------ | -------------- |
| Résidences principales (en %)                           | 94     | 92,5         | 82,1           |
| Résidences secondaires et logements occasionnels (en %) | 1,6    | 1,8          | 9,7            |
| Logements vacants (en %)                                | 4,4    | 5,7          | 8,2            |

Dans les années 1960 et 1970, il y a beaucoup de créations de logements collectifs amenant une augmentation importante de la population, puis dans les années 1990 de logements individuels (pavillons).

### Projets d'aménagement
L'enjeu actuel de Rungis est l'aménagement de la plaine de Montjean, du côté de Wissous.

### Voies de communication et transports

#### Voies de communication
Rungis est desservie par l'A86, appelée aussi « super-périphérique parisien », qui la relie à l'A4 au nord et à l'A6 à l'ouest. L'échangeur desservant la commune est Rungis-Ville.
La Gare de Rungis MIN, située sur un embranchement de la  la ligne de Choisy-le-Roi à Massy - Verrières, assure une partie du trafic de fret du marché d'intérêt national de Rungis. Elle n'est pas ouverte au service des voyageurs

#### Transports en commun

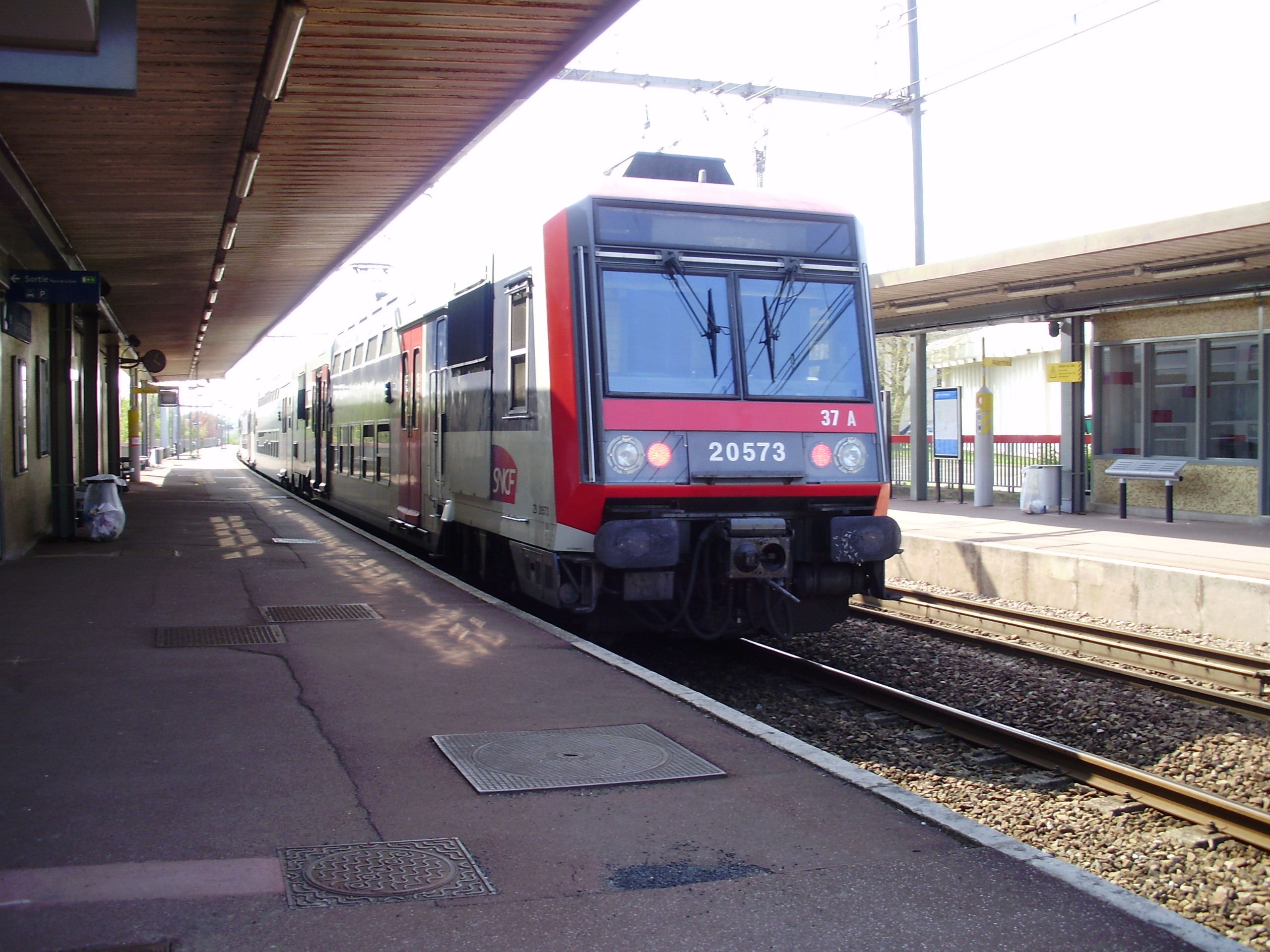
RER C à la Gare de Rungis - La Fraternelle.

Rungis est desservi par une gare du RER C, Rungis - La Fraternelle, située entre la zone d'activité Silic et de la commune de Wissous.
La commune est desservie par la ligne 14 du métro, à la station Thiais-Orly.
Seules les lignes du 131 et 396 parcourent le centre-ville. Les bus  216 et 319, ainsi que le Trans-Val-de-Marne (TVM) desservent aussi cette ville. La ligne de bus 91-10 du réseau de bus Île-de-France Ouest relie aussi la gare de Massy TGV à l'aéroport de Paris-Orly en passant par la commune.
La ligne 7 du tramway d'Île-de-France relie la station de métro Villejuif - Louis Aragon à la ville d'Athis-Mons (station Athis-Mons - Porte de l'Essonne) en passant par la gare de Rungis - La Fraternelle. Six arrêts se situent à Rungis : « La Belle Épine » qui dessert le centre commercial régional Belle Épine, « Place de la Logistique » (Plateforme Sogaris), « Porte de Rungis », « Saarinen » (Parc Silic Nord), « Robert Schuman » (Parc Silic Centre) et « La Fraternelle » qui fait la jonction avec le RER C.

## Toponymie
L'origine du nom de la commune pourrait provenir de « Romiacum » (domaine appartenant au propriétaire gallo-romain Romius), déformé en « Romjacum », puis « Rongis » et enfin « Rungis ».

## Histoire

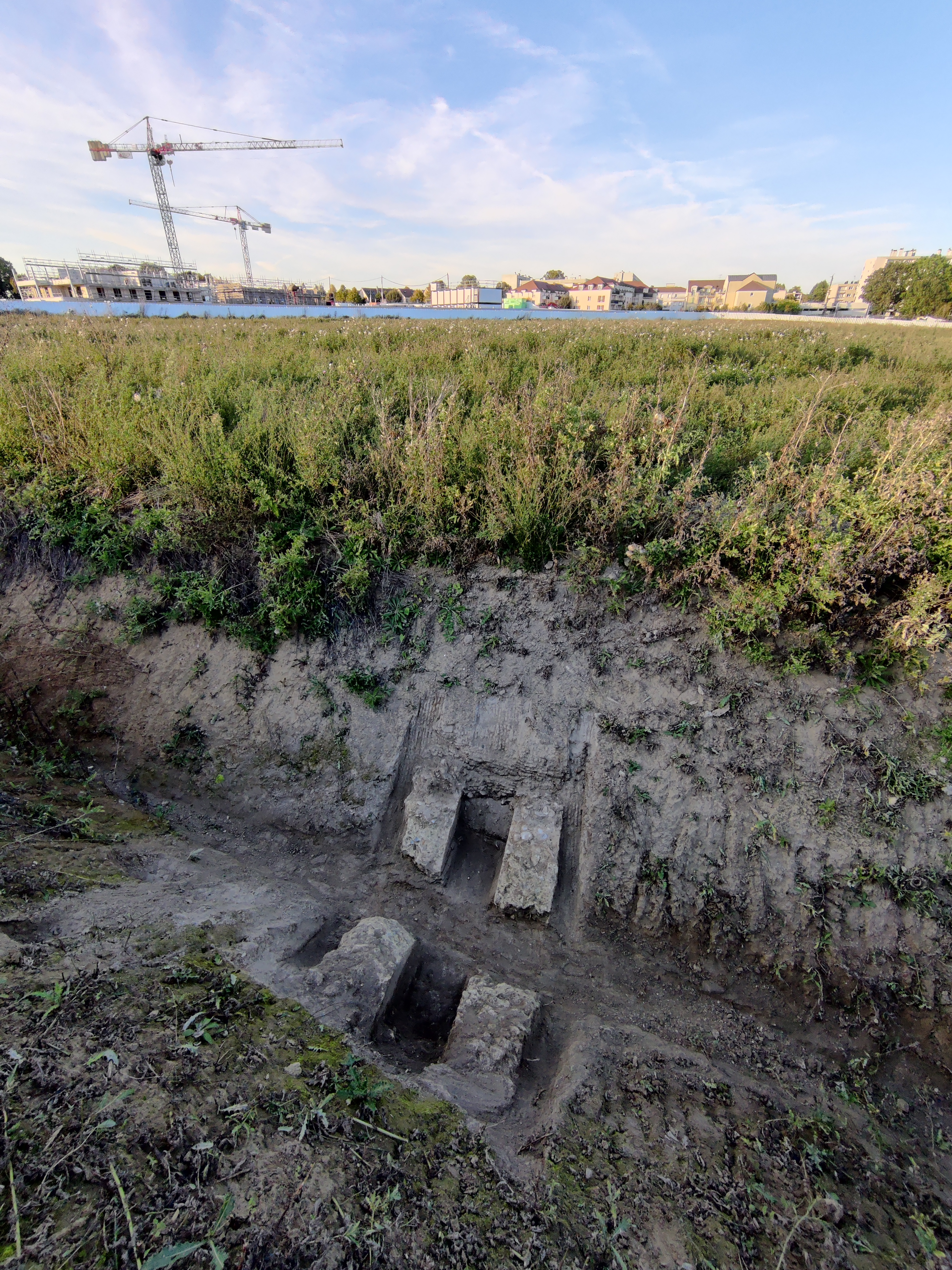
Une section de la rigole de Rungis (gallo-romaine) dans la plaine de Montjean avec l'agroquartier de Montjean en construction en arrière-plan.

Le village, connu depuis 1124, possède une source dont les eaux sont conduites à Paris par les aqueducs d'Arcueil et de Cachan. Cet aqueduc succède à l'aqueduc de Lutèce d'époque gallo-romaine et à l'aqueduc Médicis mis en service date de 1623.
L'abbaye Sainte-Geneviève de Paris est suzerain de Rungis de la période de Louis VI jusqu'à la Révolution française.

### Révolution française et Empire
Rungis est occupée en 1815 et lors de la guerre franco-allemande de 1870. Lors des combats de cette dernière guerre, l'église paroissiale est détruite. L'église Notre-Dame-de-l'Assomption la remplacera.

### Époque contemporaine
Rungis a été libérée par la 2e division blindée lors de la Seconde Guerre mondiale. Le 24 août 1944, les chars « Douaumont » et « Faucon » entrent dans la commune et les combats font deux morts. Une borne kilométrique commémorative a été érigée en 2014 en souvenir de la « 2e DB ».
Le marché d'intérêt national de Rungis (MIN) qui porte le nom de la commune et y est en majeure partie situé, est créé à la suite du déménagement des anciennes halles centrales. Ce transfert du centre de Paris vers Rungis et La Villette est décidé dans les années 1960 et le Marché international de Rungis est inauguré officiellement le 1er mars 1969.
La ville de Rungis a annoncé début 2016 le projet de la création d'un quartier sur la plaine de Montjean.

## Politique et administration

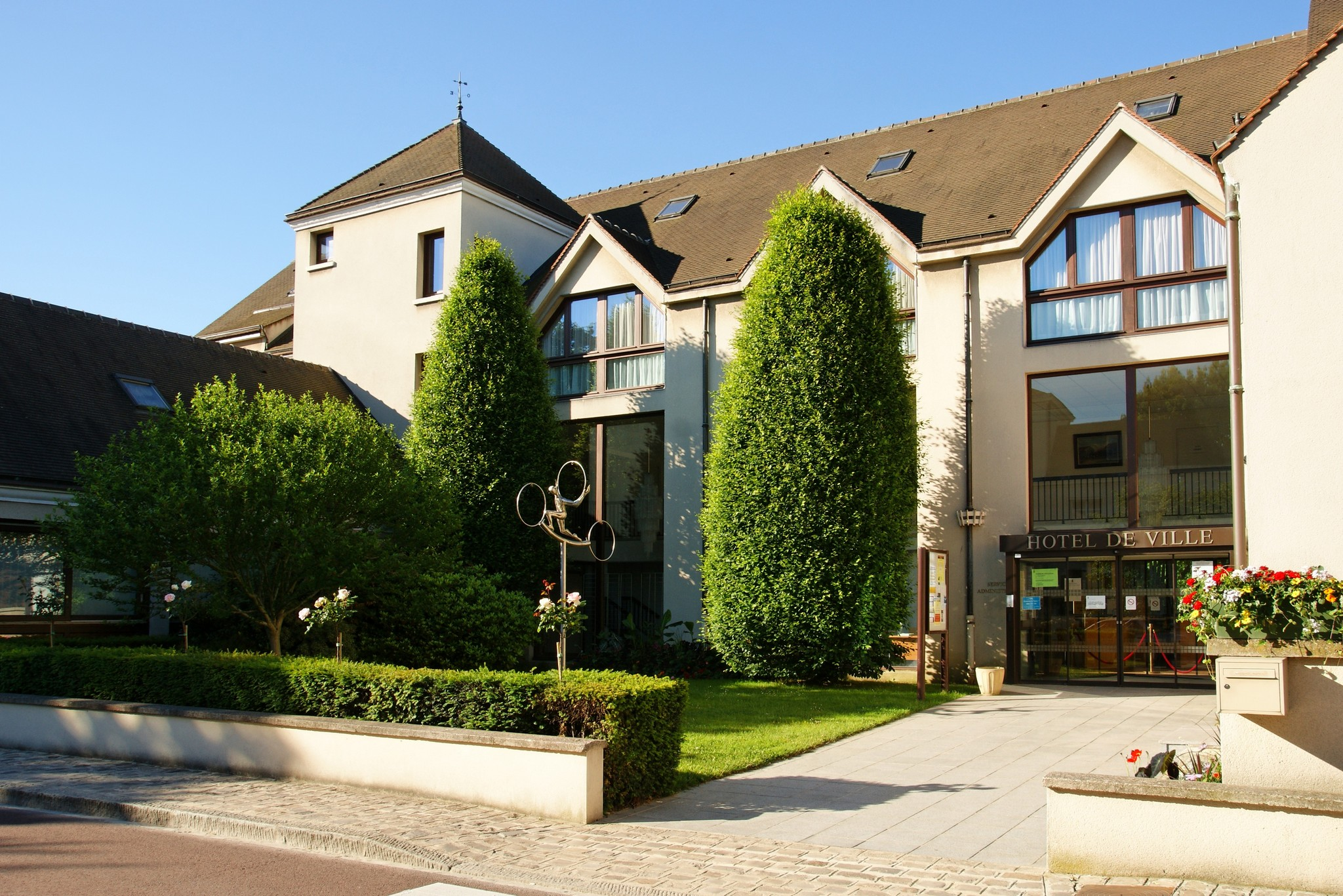
Le bâtiment de la mairie.

### Rattachements administratifs et électoraux

#### Rattachements administratifs
Jusqu’à la loi du 10 juillet 1964, la commune faisait partie du département de la Seine. Le redécoupage des anciens départements de la Seine et de Seine-et-Oise fait que la commune appartient désormais au département du Val-de-Marne à la suite d'un transfert administratif effectif le 1er janvier 1968. Elle fait partie depuis 1972 de l'arrondissement de L'Haÿ-les-Roses.
La commune faisait partie de 1801 à 1967 du canton de Sceaux. À la suite de la création du Val-de-Marne, elle est rattachée en 1967 au canton de Thiais, puis, en 1984, intègre le  canton de Chevilly-Larue. Dans le cadre du redécoupage cantonal de 2014 en France, cette circonscription administrative territoriale a disparu, et le canton n'est plus qu'une circonscription électorale.

#### Rattachements électoraux
Pour les élections départementales, la commune est membre depuis 2014 d'un nouveau canton de Thiais
Pour l'élection des députés, elle fait partie de la septième circonscription du Val-de-Marne.

### Intercommunalité
La commune n'était membre jusqu'en 2016 d'aucune intercommunalité à fiscalité propre.
Dans le cadre de la mise en œuvre de la volonté gouvernementale de favoriser le développement du centre de l'agglomération parisienne comme pôle mondial est créée, le 1er janvier 2016, la métropole du Grand Paris (MGP), dont la commune est membre.
La loi portant nouvelle organisation territoriale de la République du 7 août 2015 prévoit également la création de nouvelles structures administratives regroupant les communes membres de la métropole, constituées d'ensembles de plus de 300 000 habitants, et dotées de nombreuses compétences, les établissements publics territoriaux (EPT).
La commune a donc également été intégrée le 1er janvier 2016 à l'Établissement public territorial Grand-Orly Seine Bièvre.

### Tendances politiques et résultats
Au second tour des élections municipales de 2014 dans le Val-de-Marne, la liste DVD menée par le maire sortant Raymond Charresson  obtient la majorité absolue des suffrages exprimés, avec 1 584 voix (55,26 %, 23 conseillers municipaux élus), devançant largement celle DVG menée par  Philippe Croq, qui a recueilli 1 282 voix (44,73 %, 6 conseillers municipaux élus).
Lors de ce scrutin, 27,75 % des électeurs se sont abstenus.
Au second tour des élections municipales de 2020 dans le Val-de-Marne, la liste DVD menée par Bruno Marcillaud — soutenue par Raymond Charresson, le maire sortant qui ne se représentait pas — obtient la majorité des suffrages exprimés, avec 1 035 voix (45,57 %, 	22 conseillers municipaux élus dont 1 métropolitain), devançant  de 79 voix celle, également DVD, menée par  Béatrice Willem, qui a recueilli 956 voix (42,09 %, 6 conseillers municipaux élus).
La troisième liste, menée par Jérôme Hajjar (DVD), a obtenu 280 voix (12,32 %, 1 conseiller municipal élu), lors d'un scrutin marqué par la Pandémie de Covid-19 en France où 44,04 % des électeurs se sont abstenus.
Le tribunal administratif de Melun a rejeté en octobre 2020 le recours intenté par Béatrice Willem contre ces élections

### Liste des maires
Rungis a été parmi les premières communes à élire une femme maire à la Libération (Berthe Alphonsine Grelinger, de 1946 à 1953),.
| Période      | Période                    | Identité                     | Étiquette   | Qualité                                                                                                |
| ------------ | -------------------------- | ---------------------------- | ----------- | --- |
| 1790         | 1791                       | Pierre François Le Bourlier  |             | |
| 1791         | 1793                       | Louis Nolo                   |             | |
| 1793         | 1800                       | Charles Petit                |             | |
| 1800         | 1826                       | Jean-Baptiste Frotiée        |             | |
| 1826         | 1830                       | Jean-François Coquillar      |             | |
| 1830         | 1837                       | Jacques-Adolphe Coquillar    |             | |
| 1837         | 1876                       | Denis-Victor Petit           |             | |
| 1876         | 1882                       | Étienne Jean Noël Moreau     |             | |
| 1882         | 1904                       | Louis Verger                 |             | |
| 1904         | 1919                       | Victor Petit                 |             | |
| 1919         | 1925                       | Armand Joseph Baron          |             | |
| 1925         | 1943                       | Jules Nolo                   |             | |
| 1943         | 1944                       | Henri Baron                  |             | |
| 1944         | 1945                       | Henri Ménager                |             | |
| 1945         | 1953                       | Berthe Grelinger née Boisset |             | L'une des premières femmes maires de France                                                            |
| 1953         | 1971                       | Jean Luez                    |             | |
| 1971         | 1983                       | Alain Balland                | UDF         | |
| 1983         | mars 2001                  | Maurice Charve               | UDF puis DL | Chef steward                                                                                           |
| mars 2001    | juillet 2020               | Raymond Charresson           | SE          | Ancien cadre de la Compagnie générale des eaux                                                         |
| juillet 2020 | En cours (au 21 mars 2023) | Bruno Marcillaud             | DVD         | directeur de Century 21 Horeca Île-de-France Vice-président de l'EPT Grand-Orly Seine Bièvre (2020 → ) |

### Distinctions et labels
La ville présente un patrimoine environnemental de qualité, notamment grâce à ses parcs et au label « 4 fleurs » obtenu au concours des villes et villages fleuris depuis 2013.

### Jumelages
- Stansted Mountfitchet  (Royaume-Uni) depuis 2018

## Équipements et services publics

### Enseignement
La commune gère deux écoles maternelles (Médicis et Les Sources) et deux écoles élémentaires (Les Antes et La Grange). Le département administre le collège Les Closeaux.
L'Institut aéronautique Jean-Mermoz se situe également à Rungis.

### Équipements culturels
- Espace Jean-Monnet
- Théâtre L'Arc-en-Ciel
- Associations Les parasols
- Conservatoire de musique et de danse (aménagé dans l'ancien hôtel de ville)
- Bibliothèque/discothèque – Médiathèque la Méridienne

### Justice, sécurité, secours et défense

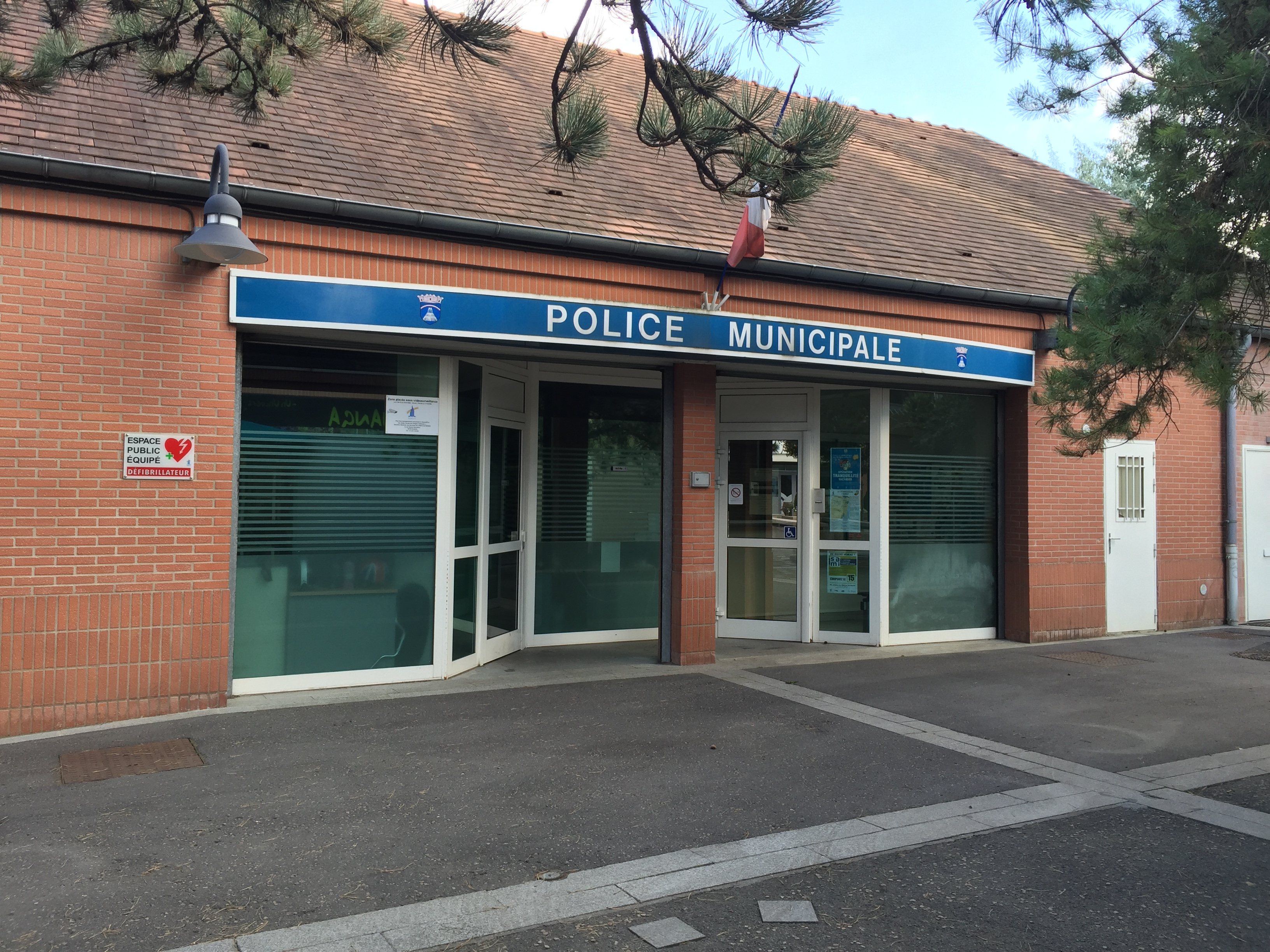
Police municipale.

## Population et société

### Démographie
L'évolution du nombre d'habitants est connue à travers les recensements de la population effectués dans la commune depuis 1793. Pour les communes de moins de 10 000 habitants, une enquête de recensement portant sur toute la population est réalisée tous les cinq ans, les populations de référence des années intermédiaires étant quant à elles estimées par interpolation ou extrapolation. Pour la commune, le premier recensement exhaustif entrant dans le cadre du nouveau dispositif a été réalisé en 2006.

En 2022, la commune comptait 5 669 habitants, en évolution de +1,05 % par rapport à 2016 (Val-de-Marne : +3 %, France hors Mayotte : +2,11 %).
| 1793 | 1800 | 1806 | 1821 | 1831 | 1836 | 1841 | 1846 | 1851 |
| ---- | ---- | ---- | ---- | ---- | ---- | ---- | ---- | ---- |
| 160  | 159  | 134  | 147  | 166  | 194  | 216  | 216  | 236  |

| 1856 | 1861 | 1866 | 1872 | 1876 | 1881 | 1886 | 1891 | 1896 |
| ---- | ---- | ---- | ---- | ---- | ---- | ---- | ---- | ---- |
| 215  | 263  | 257  | 220  | 232  | 270  | 322  | 265  | 264  |

| 1901 | 1906 | 1911 | 1921 | 1926 | 1931 | 1936 | 1946 | 1954 |
| ---- | ---- | ---- | ---- | ---- | ---- | ---- | ---- | ---- |
| 268  | 248  | 265  | 280  | 342  | 420  | 518  | 550  | 690  |

| 1962  | 1968  | 1975  | 1982  | 1990  | 1999  | 2006  | 2011  | 2016  |
| ----- | ----- | ----- | ----- | ----- | ----- | ----- | ----- | ----- |
| 1 851 | 2 686 | 2 986 | 2 649 | 2 939 | 5 424 | 5 644 | 5 681 | 5 610 |

| 2021  | 2022  | - | - | - | - | - | - | - |
| ----- | ----- | - | - | - | - | - | - | - |
| 5 647 | 5 669 | - | - | - | - | - | - | - |

### Sports et loisirs
- Espace du sport (salle omnisports)
- Gymnase des Closeaux (salle de basket)
- Stade de football Lucien-Grellinger[Note 5] (deux terrains)
- Espace Évasion (salle de boxe, d'escrime et de tennis)
- Petit dojo
- Skate-park
- Terrain multisports
- Terrain de pétanque et de tennis à la colline Cacao

### Cultes
- Église Notre-Dame-de-l'Assomption.
- Chapelle du prieuré Saint-Grégoire de Rungis
- Ancienne église paroissiale Notre-Dame de Rungis[36].

## Économie

### Revenus de la population et fiscalité
En 2010, le revenu fiscal médian par ménage était de 45 123 €, ce qui plaçait Rungis au 833e rang parmi les 31 525 communes de plus de 39 ménages en métropole.

### Emploi, entreprises et commerces

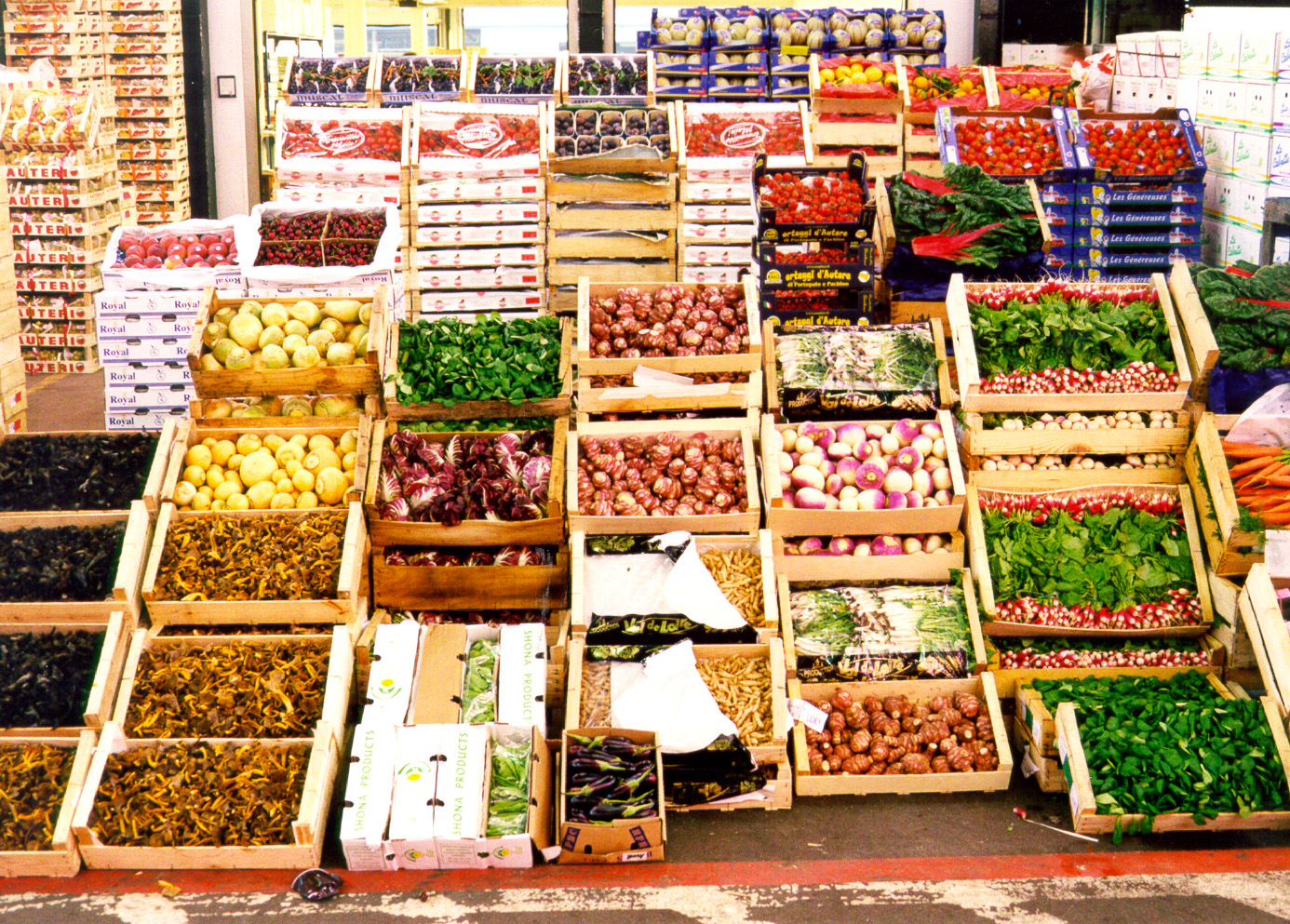
Marchandises au marché d'intérêt national de Rungis.

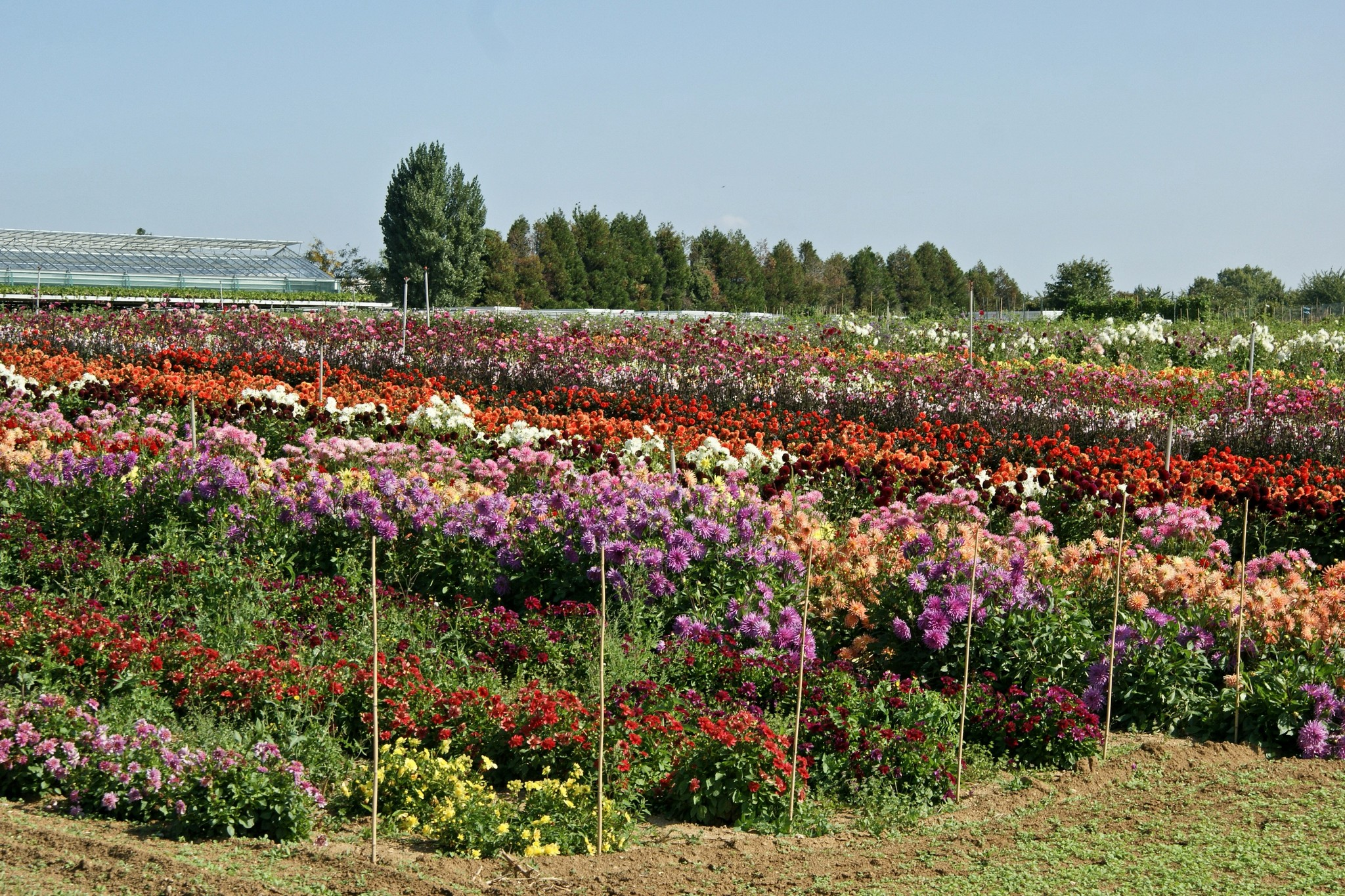
Centre horticole de la Ville de Paris.

En 2024 Rungis fait partie des dix-sept communes du pôle d'Orly, premier pôle économique du sud francilien, qui compte plus de 15 000 entreprises et 173 000 salariés.
La commune de Rungis est aussi notable pour son marché d'intérêt national, réputé comme le plus grand marché de produits frais du monde, et ses terrains du Centre horticole de la Ville de Paris, de même que sa proximité avec l'aéroport de Paris-Orly. De ce dernier pôle, elle hérite notamment d'une zone hôtelière conséquente. Elle dispose en outre d'une zone d'activité Icade, anciennement Silic, avec 12 000 emplois pour 350 entreprises sur 63 hectares.
Plusieurs sièges sociaux d'entreprises se trouvent dans la commune comme Ricoh France, Corsair International, Mattel France, Coopérative U, LU (biscuiterie) - Biscuiterie Belin, Gitzo, Thales Air Systems, Ventadis (Mistergooddeal, Home Shopping Service) ou encore Abbott France.

## Culture locale et patrimoine

### Lieux et monuments
- Aqueduc de Lutèce
- Aqueduc Médicis
- Regard Louis-XIII
- Église Notre-Dame-de-l'Assomption
- Parc de l'hôtel de ville
- Parc de la Couture

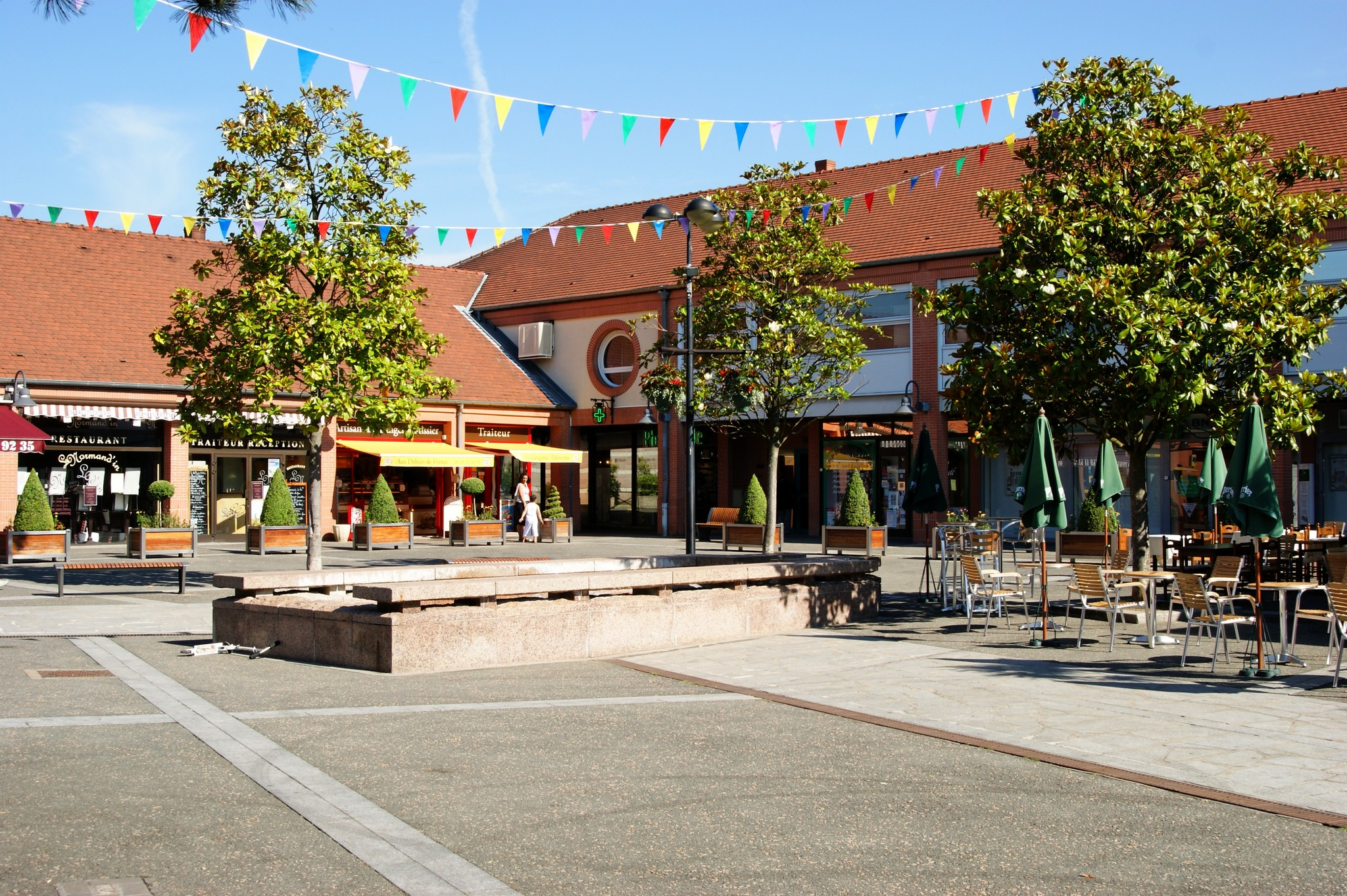
Place Louis-XIII.

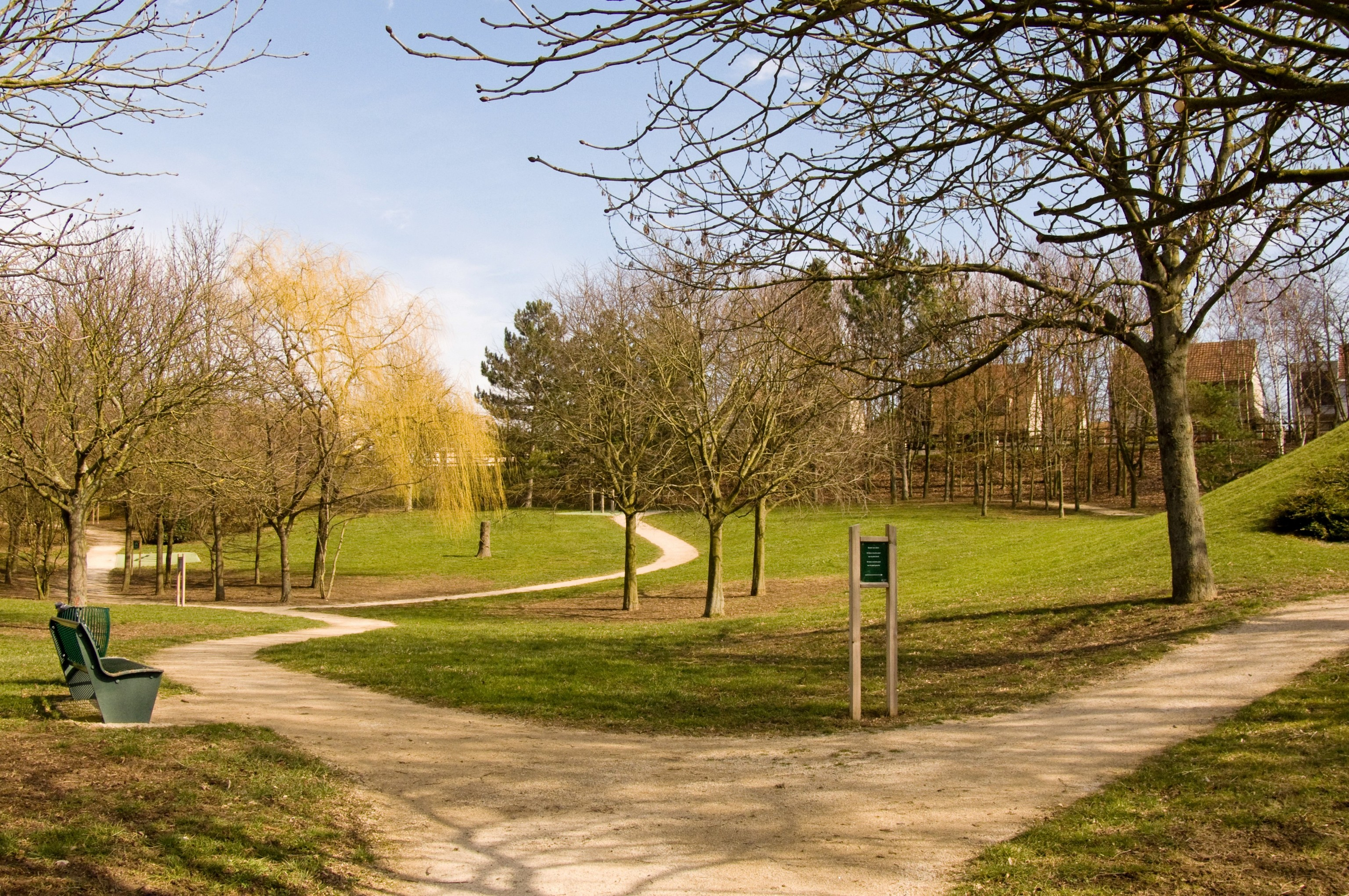
Parc de la Colline Cacao.

- Parc de la Colline Cacao : espace vert de 38 140 m2 situé sur une ancienne carrière d'argile. Son nom proviendrait de déchets de coques de cacao déposés à cet endroit par une usine Rhône-Poulenc qui en utilisait dans la fabrication de médicaments dans les années 1930. La source du ru de Rungis y est située.

### Personnalités liées à la commune
- Edme Verniquet (1727-1804), architecte. Il achète en 1783[39] la seigneurie de Rungis dont le château qui constitue l'actuelle Mairie d'honneur.
- Guillaume Colletet (1598-1659), poète, membre de l’Académie Française et ami de Richelieu se vit offrir par celui-ci une maison à Rungis au lieu-dit le Val-joyeux[40],[41]. Il y acheta également divers biens immobiliers entre 1645 et 1650[42] avant de finir dans la misère.
- René Beziau dit René Rungis (1895-1974), compositeur et chef d'orchestre, mort à Rungis.

### Héraldique et logotype

Logo de la ville.

| Blason de Rungis | Blason  | D'azur à la fontaine déversant son eau dans trois bassins l'un sur l'autre, le tout d'argent, accompagnée en chef d'un arc en ciel au naturel. |
| Blason de Rungis | Détails | Le statut officiel du blason reste à déterminer.                                                                                               |

Pour un article plus général, voir Armorial des communes du Val-de-Marne.

## Pour approfondir